# Alabonia geoffrella
Espèce
L'Œcophore nervurée (Alabonia geoffrella) est une espèce d'insectes lépidoptères de la famille des Oecophoridae, de la sous-famille des Oecophorinae.

## Description
D'une envergure d'environ 2 cm, ce petit papillon aux très longs palpes labiaux présente des ailes postérieures brunes.

## Écologie
L'imago vole le jour en mai-juin ; cette espèce européenne vit dans les régions boisées, les marais, la chenille dans le bois vermoulu.